# Mampava bipunctella
Mampava bipunctella är en fjärilsart som beskrevs av Émile Louis Ragonot 1888. Mampava bipunctella ingår i släktet Mampava och familjen mott. Inga underarter finns listade i Catalogue of Life.